# Dibenzotiepina

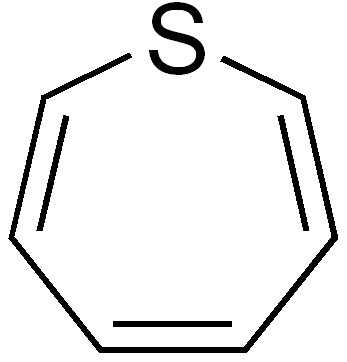
Tiepina

Dibenzotiepinas são compostos heterocíclicos derivados da tiepina contendo dois anéis de benzeno. Podem ocorrer com ou sem hidrogênio, oxigênio, nitrogênio, enxofre, fósforo e outros elementos. Além disso, podem ocorrer em forma de cadeia carbônica ou anel de carbono. Exemplos incluem:
| Dosulepina | Metiotepina | Zotepina |
| ---------- | ----------- | -------- |
|            |             |          |